# Langewiesen
Langewiesen is een stad en voormalige gemeente in de Duitse deelstaat Thüringen. De gemeente is op 6 juli 2018 opgegaan in de gemeente Ilmenau.
Bücheloh · Frauenwald · Gehren · Gräfinau-Angstedt · Heyda · Ilmenau · Jesuborn · Langewiesen · Manebach · Möhrenbach · Oehrenstock · Oberpörlitz · Pennewitz · Roda · Stützerbach · Unterpörlitz · Wümbach